# Le Maître du Haut Château (série télévisée)
Cet article concerne la série. Pour le roman de Philip K. Dick, voir Le Maître du Haut Château.
Le Maître du Haut Château (The Man in the High Castle) est une série télévisée uchronique américaine, dont le pilote a été diffusé le 15 janvier 2015 sur la plateforme de vidéo à la demande Prime Video,. La série connaîtra au total quatre saisons. 
Il s'agit de l'adaptation du roman Le Maître du Haut Château de Philip K. Dick (1962). La série a été créée par Frank Spotnitz et a été produite, entre autres, par Amazon Studios et par Ridley Scott au travers de sa société (Scott Free Productions).

## Synopsis

Découpage géographique des États-Unis d'Amérique annexés par le Grand Reich Nazi qui s'étend de l'est jusqu'au centre en gris, de l’Empire du Japon à l'ouest en jaune, ainsi que de la « Zone neutre » au centre-ouest en blanc.

Drapeau du Reich américain

Drapeau des États du Pacifique Japonais.

En 1947, les États-Unis ont finalement capitulé face à l'empire du Japon et au Troisième Reich, près de deux ans après le largage par ces derniers d'une bombe A sur Washington D.C. en décembre 1945. Le territoire américain est alors divisé en trois espaces distincts :
- Le territoire qui s'étend de la côte est jusqu'aux Montagnes Rocheuses forme le « Reich Américain » (« American Reich »), partie intégrante du « Grand Reich Nazi » (« Greater Nazi Reich »), avec New York comme capitale où se trouvent les bureaux de l’Obergruppenführer-SS John Smith.
- Les montagnes Rocheuses forment les « États des Montagnes Rocheuses » (« Rocky Mountains States »), appelés plus couramment la « Zone Neutre » (« Neutral Zone »), territoire tampon entre les deux empires, avec Denver pour capitale.
- Enfin, des Rocheuses à la côte ouest se trouvent les « États du Pacifique Japonais » (« Japanese Pacific States »), sous autorité nipponne, avec pour capitale San Francisco, où siègent le ministre du Commerce Nobusuke Tagomi et l'inspecteur en chef Takeshi Kido de la Kempetai, la police militaire japonaise.

En 1962, alors que le Führer Adolf Hitler est malade, les tensions politiques entre l'Allemagne et le Japon sont de plus en plus fortes. Dans cette ambiance de guerre froide, un groupe de résistants tente de sécuriser les images d'un film secret, The Grasshopper Lies Heavy (La sauterelle pèse lourd, en français), recherché par le fameux « Maître du Haut Château ». Un mystérieux détenteur de films d'actualité d'une réalité parallèle, qui passent pour des films de propagande. Mais les polices secrètes japonaise et allemande sont sur leurs traces…

## Distribution
Source et légende : version française (VF) sur RS Doublage et Doublage Séries Database

### Acteurs principaux
- Alexa Davalos (VF : Sandra Valentin) : Juliana Crain
- Rupert Evans (VF : Anatole de Bodinat) : Frank Frink (saisons 1 à 3)
- Luke Kleintank (VF : Valéry Schatz) : Joseph « Joe » Blake (saisons 1 à 3)
- DJ Qualls (VF : Vincent de Bouard) : Ed McCarthy (saisons 1 à 3)
- Joel de la Fuente (VF : Olivier Chauvel) : Colonel Takeshi Kido, inspecteur en chef de la Kempetai
- Cary-Hiroyuki Tagawa (VF : Patrick Osmond) : Nobusuke Tagomi, ministre japonais du Commerce (saisons 1 à 3)
- Rufus Sewell (VF : François Delaive) : SS-Obergruppenführer (puis Oberst-Gruppenführer, Reichsmarschall et Reichsführer) John Smith
- Brennan Brown (VF : Bernard Bollet) : Robert Childan (récurrent saison 1, principal saisons 2 à 4)
- Callum Keith Rennie (VF : Guillaume Orsat) : Gary Connell (saison 2)
- Bella Heathcote (VF : Karine Texier) : Nicole Dörmer (saisons 2 et 3)
- Chelah Horsdal (VF : Laurence Bréheret) : Helen Smith (récurrente saisons 1 et 2, principale saisons 3 et 4)
- Michael Gaston (VF : Gilbert Levy) : Mark Sampson (récurrent saison 1, invité saison 2, principal saison 3)
- Jason O'Mara (VF : Jean-Baptiste Marcenac) : Wyatt « Liam » Price (saisons 3 et 4)
- Frances Turner (VF : Annie Milon) : Bell Mallory, cheffe de la Rébellion Communiste Noire (saison 4)

### Acteurs récurrents
Introduits dans la saison 1
- Arnold Chun (VF : Stéphane Fourreau) : Kotomichi, assistant du Ministre Tagomi (saisons 1 à 3, invité saison 4)
- Lee Shorten (VF : Romain Altché) : Sergent Hiroyuki Yoshida (saisons 1 et 2)
- Rick Worthy (en) (VF : Frantz Confiac) : Lemuel « Lem » Washington
- Aaron Blakely (VF : Stanislas Forlani) : Commandant Erich Raeder (saisons 1 à 3)
- Quinn Lord (VF : Julien Crampon) : Thomas Smith
- Macall Gordon (VF : Maïté Monceau) : Anne Crain Walker (saisons 1 et 2)
- Genea Charpentier (VF : Clara Quilichini) : Jennifer Smith
- Conor Leslie (VF : Victoria Grosbois) : Trudy Walker (saisons 1 et 3, invitée saison 2)
- Steve Byers (VF : Benjamin Gasquet) : Commandant Lawrence Klemm (saisons 1 et 2)
- Jessie Fraser (VF : Marine Tuja) : Rita Pearce (saisons 1 et 2)
- Gracyn Shinyei (VF : Clara Soares) : Amy Smith
- Neal Bledsoe (VF : Eilias Changuel) : Capitaine Connolly (saison 1)
- Carsten Norgaard (VF : Gérard Darier) : Colonel Rudolph Wegener (saison 1)
- Daniel Roebuck (VF : Jean-François Aupied) : Arnold Walker (saisons 1 et 2)
- Geoffrey Blake (VF : Jérôme Wiggins) : Jason Doc Meyer (saison 1)
- Camille Sullivan (VF : Sybille Tureau) : Karen Vecchione (saisons 1 et 2)
- Bernhard Forcher (VF : Sylvain Agaësse) : Ambassadeur Hugo Reiss (saisons 1 à 3)
- Alex Zahara (VF : Constantin Pappas) : SS-Oberführer Oliver Diels (saisons 1 à 3)
- Kevin McNulty (VF : Hervé Caradec) : Dr Gérard Adler (saison 1)
- Allan Havey (VF : Guy Chapellier) : Homme aux origami (saison 1)
- Burn Gorman (VF : Emmanuel Karsen) : Le Marshall (saison 1)

Introduits dans la saison 2
- Tzi Ma (VF : Jean-Claude Donda) : Géneral Onoda (saison 2)
- Stephen Root (VF : Michel Papineschi) : Hawthorne Abendsen, le "Maître du Haut Château" (saisons 2 à 4)
- Sebastian Roché (VF : Emmanuel Gradi) : Ministre, puis Chancelier intérimaire Martin Heusmann (saison 2, invité saison 3)
- Emily Holmes (VF : Rafaèle Moutier) : Lucy Collins (saison 2, invitée saison 3)
- Kurt Evans : Ministre Henry Collins, ministre de la propagande du Reich américain (saison 2)
- Nancy Sorel (VF : Anne Plumet) : Mary Dawson (saison 2, invitée saison 3)
- Cara Mitsuko (VF : Josy Bernard) : Sarah (saison 2)
- Tate Donovan (VF : Constantin Pappas) : George Dixon (saison 2)
- Eddie Shin (en) (VF : Adrien Larmande) : Noriyuke Tagomi (saison 2)

Introduits dans la saison 3
- Giles Panton (en) (VF : Laurent Maurel) : Ministre Billy Turner, ministre de la propagande du Reich américain (saison 3, invité saison 4)
- Laura Mennell (VF : Sophie Riffont) : Thelma Harris (saison 3)
- Eijiro Ozak (VF : Stéphane Pouplard) : Grand Amiral Inokuchi (saisons 3 et 4)
- Akie Kotabe (VF : Cédric Ingard) : Sergent Nakamura (saison 3)
- Ann Magnuson (VF : Blanche Ravalec) : Caroline Abendsen (saisons 3 et 4)
- James Neate (VF : Fred Colas) : Jack (saison 3)
- Ty Olsson (VF : Jean-Alain Velardo) : Commandant Tod Metzger (saison 3)
- Tamlyn Tomita (VF : Christiane Ludot) : Tamiko Watanabe (saison 3, invitée saison 4)
- Jeffrey Nordling (VF : Jean-Pascal Quilichini) : Dr Daniel Ryan (saison 3)
- Janet Kidder (VF : Anne Massoteau) : Lila Jacobs (saison 3)
- Ben Cotton (VF : Jérémie Bédrune) : Earle (saison 3)
- Adrian Hough : Ambassadeur Carl Weber (saison 3)

Introduits dans la saison 4
- Clé Bennett (VF : Jean-Baptiste Anoumon) : Elijah
- Eric Lange (VF : Guillaume Orsat) : Generaloberst Bill Whitcroft
- Marc Rissmann (en) (VF : Thibaut Belfodil) : Oberst-Gruppenführer Wilhelm Goertzmann
- Sen Mitsuji (VF : Maxime Baudouin) : Caporal Toru Kido, fils de l'inspecteur-chef Kido
- Bruce Locke (VF : Guy Vouillot) : Maréchal Yamori, gouverneur militaire des États du Pacifique Japonais
- Chika Kanamoto (VF : Christine Braconnier) : Yukiko, assistante de Childan
- Rachel Nichols (VF : Audrey Sourdive) : Agent Martha Stroud, garde du corps d'Helen Smith
- David Harewood (VF : Frédéric Souterelle) : Equiano Hampton, fondateur de la Rébellion Communiste Noire

### Personnages historiques incarnés dans la série
- Wolf Muser (en) : Führer Adolf Hitler (saisons 1 et 2)
- Daisuke Tsuji : Prince Héritier Akihito (saison 1)
- Mayumi Yoshida (en) (VF : Claire Beaudoin) : Princesse Michiko Shōda (saison 1 et 4)
- Ray Proscia (VF : Jean-François Lescurat) : SS-Oberstgruppenführer Reinhard Heydrich (saisons 1 et 2)
- Lisa Paxton : Eva Braun (saison 2)
- Kenneth Tigar (VF : Mathieu Rivolier) : Reichsführer Heinrich Himmler (saisons 2 à 4)
- William Forsythe (VF : Paul Borne) : Directeur J. Edgar Hoover (saisons 3 et 4)
- David Furr (en) (VF : Gilduin Tissier) : Reichsmarschall d'Amérique du Nord George Lincoln Rockwell (saison 3)
- John Hans Tester (VF : Hervé Bellon) : Dr Josef Mengele (saison 3, invité saison 4)
- Gwynyth Walsh (VF : Isabelle Leprince) : Margarete Himmler (saison 4)

## Production

### Tournage
Le tournage du pilote s’est déroulé à partir d’octobre 2014, principalement à Seattle, New York et Roslyn (État de Washington). En avril 2015, des scènes étaient tournées à Vancouver ainsi qu’à l’Université de la Colombie-Britannique au Canada.

### Fiche technique
- Titre original : The Man in the High Castle
- Titre français : Le Maître du Haut Château
- Création : Frank Spotnitz
- Réalisation : Daniel Percival (en), Karyn Kusama, Brad Anderson, Nelson McCormick
- Scénario : Frank Spotnitz, Rob Williams, Erik Oleson, Jace Richdale, Thomas Schnauz
- Direction artistique : Linda A. King
- Décors : Drew Boughton
- Costumes : Audrey Fisher
- Photographie : Gonzalo Amat, James Hawkinson
- Montage : Marta Evry, Jon Dudkowski, Mark C. Baldwin
- Musique : Henry Jackman et Dominic Lewis
- Casting : Denise Chamian
- Production : Ridley Scott, Isa Dick Hackett, Stewart Mackinnon (en), Christian Baute, Frank Spotnitz, Christopher Tricarico, David W. Zucker, Richard Heus, Erik Oleson
- Sociétés de production : Amazon Studios, Scott Free Productions, Big Light Productions, Headline Picture
- Sociétés de distribution : Prime Video (monde)
- Pays de production :  États-Unis
- Langues originales : anglais (quelques dialogues en japonais et en allemand)
- Format : couleur - 1,78:1 - son Dolby Digital
- Genres : uchronie, drame, science-fiction
- Durée : 48-70 minutes

 Source et légende : version française (VF) sur RS Doublage,
- Direction artistique : Ivana Coppola[4]
- Adaptation des dialogues : Aziza Hellal, Fanny Béraud, Blandine Gaydon, Anne Fombeurre
  - Public : États-Unis : TV-MA , France : Déconseillé aux moins de 12 ans

## Épisodes
| Saisons | Saisons | Nombre d'épisodes | Diffusion originale | Diffusion originale |
| Saisons | Saisons | Nombre d'épisodes | Début de saison     | Fin de saison       |
| ------- | ------- | ----------------- | ------------------- | ------------------- |
|         | 1       | 10                | 15 janvier 2015     | 19 novembre 2015    |
|         | 2       | 10                | 15 décembre 2016    | 15 décembre 2016    |
|         | 3       | 10                | 5 octobre 2018      | 5 octobre 2018      |
|         | 4       | 10                | 15 novembre 2019    | 15 novembre 2019    |

### Première saison (2015)
1. Un nouveau monde (The New World)
2. Soleil levant (Sunrise)
3. La Femme esquissée (The Illustrated Woman)
4. Révélations (Revelations)
5. Nouvelle réalité (The New Normal)
6. Trois singes (Three Monkeys)
7. Le Prix de la vérité (Truth)
8. Fin du monde (End of the World)
9. Avec douceur (Kindness)
10. Une issue (A Way Out)

### Deuxième saison (2016)
La série a été renouvelée par Amazon pour une deuxième saison de dix épisodes le 18 décembre 2015. Elle est diffusée à partir du 16 décembre 2016.
1. L'Antre du tigre (The Tiger's Cave)
2. Changement de cap (The Road Less Traveled)
3. Les Voyageurs (Travelers)
4. L'Escalade (Escalation)
5. Tous aux abris (Duck and Cover)
6. Kintsugi (Kintsugi)
7. Le Pays du sourire (Land O' Smiles)
8. Un mot de trop (Loose Lips)
9. Explosion (Detonation)
10. Répercussions (Fallout)

### Troisième saison (2018)
Une troisième saison est commandée par Amazon le 3 janvier 2017, elle est diffusée à partir du 5 octobre 2018.
1. Nous nous occupons de vous (Now More Than Ever, We Care About You)
2. Imaginez la Mandchourie (Imagine Manchuria)
3. Sensô Kôi (Sensô Kôi)
4. Sabra (Sabra)
5. Le Nouveau Colosse (The New Colossus)
6. L'Histoire se termine (History Ends)
7. Excès d'animus (Excess Animus)
8. Kasumi (Kasumi)
9. Baku (Baku)
10. Jahr Null (Jahr Null)

### Quatrième saison (2019)
Amazon annonce avoir commandé une quatrième et dernière saison le 19 février 2019, elle est diffusée à partir du 15 novembre 2019,.
1. Hexagramme 64 (Hexagram 64)
2. Porte de sortie (Every Door Out…)
3. La Boîte (The Box)
4. Bon vent (Happy Trails)
5. Mauvaise foi (Mauvaise Foi)
6. Un brin d'audace (All Serious Daring)
7. Seuls maîtres de notre destin (No Masters But Ourselves)
8. Hitler n'en a qu'une (Hitler Has Only Got One Ball)
9. Le Poids des actes (For Want of a Nail)
10. Le Feu venu des cieux (Fire from the Gods)

## Accueil
Sur Rotten Tomatoes, le pilote recueille 89 % d'opinions positives (sur 1 886 avis) avec cette synthèse critique : « Par le producteur exécutif Ridley Scott, The Man in the High Castle ne ressemble à rien d'autre à la télévision, avec une intrigue immédiatement captivante, entraînée par des personnages rapidement mis en place dans une uchronie post Seconde Guerre mondiale ».
Pour Télérama, « The Man in the High Castle a de quoi tenir la distance : un univers riche, intrigant, terrifiant et fascinant ; le scénario du pilote est ambitieux, son mélange d'uchronie et de fantastique prometteur ». Selon Les Inrocks, « le pilote de la série The Man in the High Castle est celui qui a recueilli le plus d’avis positifs de la critique américaine (sur les six pilotes présentés par Amazon début 2015) ».

## Diffusions
La série a été renouvelée pour une deuxième saison, diffusée le 16 décembre 2016 puis pour une troisième saison, diffusée le 5 octobre 2018. La quatrième et dernière saison est diffusée le 15 novembre 2019 sur la plateforme.
La série est disponible depuis le 14 décembre 2016 dans tous les pays francophones disposant du service Prime Video.